# Killa
«Killa» — это первый сингл из второго альбома The Truth американской R&B группы Cherish. Хип-хоп/рэп исполнитель Yung Joc так же принял участие в записи «Killa». Песня посвящена «невозможности сопротивления мужчине, о которым вы знаете, что он плохой». Это их третий сингл после «Unappreciated» в 2006 году.
Песня поступила в электронные магазины iTunes 27 ноября 2007 года. Премьера клипа произошла 12 декабря, в него вошли эпизоды фильма «Шаг вперёд 2: Улицы».
22 марта Cherish представили сингл вместе с новинкой «Amnesia» на телешоу «It’s Showtime at the Apollo».
Обещался и ремикс с Жерменом Дюпри и Роко. Но из-за отсутствия Роко его заменил Кид Слим.

## Чарты
| Чарт (2008)                          | Лучшая позиция |
| ------------------------------------ | -------------- |
| U.S. Billboard Hot 100               | 39             |
| U.S. Billboard Hot R&B/Hip-Hop Songs | 53             |
| U.S. Billboard Pop 100               | 23             |
| U.S. Billboard Rhythmic Top 40       | 16             |
| U.S. Billboard Hot Digital Tracks    | 40             |
| Top 40 Болгарии                      | 3              |
| Евро 200                             | 195            |
| Французский чарт                     | 91             |
| Mediabase Топ 40                     | 20             |
| Новозеландский чарт синглов RIANZ    | 18             |
| 100 горячих синглов Бразилии         | 80             |
| Польский Топ 50                      | 11             |
| Горячие 100 Филиппин                 | 55             |
| Румынский топ 100                    | 35             |
| Турецкий Топ 20                      | 14             |
| Чарт синглов Англии                  | 52             |
| Японский чарт синглов ORICON         | 45             |